# Ander Gil
Ander Gil García (Baracaldo, Vizcaya, 9 de febrero de 1974) es un maestro de educación primaria y político español del Partido Socialista Obrero Español (PSOE), presidente del Senado de España desde julio de 2021 hasta agosto de 2023. Gil ha sido senador desde 2011 hasta 2025 y fue portavoz del Grupo Socialista en el Senado entre 2017 y 2021.

## Biografía
Nació el 9 de febrero de 1974 en Baracaldo (Vizcaya). Diplomado en magisterio de Educación Primaria por la Universidad de Burgos, su carrera política comenzó  con el cargo de programador cultural antes de ser concejal en 1995 del Ayuntamiento de Valle de Mena (provincia de Burgos), donde asumió las competencias de Cultura, Educación y Juventud. Gil, que trabajó en un centro de acogida vizcaíno de menores extranjeros no acompañados, fue candidato del PSOE al Senado por Burgos en las elecciones generales de 2011, resultando elegido senador por primera vez.
Figura de máxima confianza para Pedro Sánchez, en junio de 2017 fue escogido por la ejecutiva federal socialista como portavoz del Grupo Parlamentario Socialista en el Senado. El 27 de octubre de 2017 defendió desde la tribuna del Senado en nombre del PSOE la aplicación del artículo 155 en Cataluña, después de la celebración del Referéndum de independencia de Cataluña de 2017, y la aprobación de una ley de desconexión y una declaración unilateral de independencia mientras gobernaba Mariano Rajoy (PP) en la Moncloa. 
Tras la moción de censura contra el Gobierno de Rajoy y la llegada al Gobierno de Pedro Sánchez el 1 de junio de 2018, el PSOE se enfrentó a una mayoría absoluta en el Senado del PP (62 senadores socialistas frente a 146 del PP), que obstaculizó la labor del Gobierno socialista al bloquear el Partido Popular el aumento del techo de gasto de los Presupuestos Generales del Estado el 27 de diciembre de 2018. Durante este periodo de Gobierno de Pedro Sánchez, Ander Gil lideró el Grupo Parlamentario Socialista en el Senado en minoría frente al PP. Sin embargo, y a pesar del control absoluto del PP en la Cámara Alta, los socialistas consiguieron aprobar el 86% de sus iniciativas debatidas en el Senado.
En este periodo, Ander Gil tuvo que hacer frente a las exigencias de comparecencia en el Senado sin consensuar con el resto de fuerzas políticas y el propio Gobierno. Esto provocó un escenario sin precedentes el 24 de enero de 2019, cuando el PP convocó un pleno extraordinario en el Senado para la comparecencia sin consensuar del presidente del Gobierno, mientras éste se encontraba en la cumbre internacional de Davos, Suiza. Ander Gil y el resto del Grupo Parlamentario Socialista, así como senadores de otros grupos, denunciaron la actitud del PP y de su portavoz, Ignacio Cosidó, y abandonaron el Pleno durante su intervención en protesta por la intransigencia y falta de voluntad de diálogo del PP, y para denunciar el «secuestro» al que los populares tenían sometido al Senado.
En diciembre de 2018 ha sido galardonado con el título de «Senador del año» por la Asociación de Periodistas Parlamentarios (APP).
En la campaña electoral de las generales de 2019, vuelve a presentarse al Senado por su circunscripción de Burgos, y consigue un resultado histórico logrando ser el senador más votado de la provincia, por encima de su rival directo, el alcalde de Burgos capital, Javier Lacalle, del Partido Popular. Esta es la primera vez en democracia que un candidato de la izquierda logra ser el más votado en esta provincia de Castilla y León.
Por otro lado, en estas elecciones generales de abril de 2019, el PSOE logra la mayoría absoluta en el Senado por primera vez desde 1993. Como consecuencia, Ander Gil, responsable de la estrategia socialista en la Cámara Alta en los meses más duros del bloqueo del PP en el Senado, es reconocido por la cúpula del PSOE por su labor al frente del Grupo Parlamentario Socialista y es ratificado como portavoz por la Ejecutiva Federal socialista. Tras la repetición electoral en noviembre de 2019, el PSOE logra mayoría simple en el Senado y Ander Gil es ratificado de nuevo como portavoz.
El 12 de julio de 2021, es elegido por la mayoría de la cámara alta como Presidente del Senado tras la renuncia de la presidenta, Pilar Llop, para asumir la cartera de Justicia.

## Distinciones y condecoraciones
- Gran Cruz de la Orden al Mérito de la República Italiana (2021).